# الحبيب بن الشيخ
الحبيب بن الشيخ هو سياسي تونسي.

## السيرة الذاتية
شغل الحبيب بن شيخ منصب كاتب دولة لدى وزير الأشغال العمومية والمواصلات مكلف بالبريد والبرق والهاتف بين 17 يونيو 1970 و29 أكتوبر 1971 في حكومة الباهي الأدغم ثم في حكومة الهادي نويرة. عين إثرها وزيرا للبريد والبرق والهاتف في حكومة نويرة حتى 30 نوفمبر 1973.